# 343
Cette page concerne l'année 343  du calendrier julien. Pour l'année 343 av. J.-C., voir 343 av. J.-C. Pour le nombre 343, voir 343 (nombre).
L'année 343 est une année commune qui commence un samedi.

## Événements
- 25 janvier : Constant Ier est à Bononia, avant de s'embarquer en Bretagne[1].
- 4 février[2] : intervention de Constant en Bretagne. Cette intervention est mal connue (lutte contre des pirates ? Tournée d'inspection ?)[3].
- 18 février : Constance II est à Antioche[1].
- Printemps : Constant Ier rentre en Gaule[1].
- 9 juin-4 juillet : Constance II est à Hiérapolis[1].
- 30 juin : Constant Ier est à Trèves où il rencontre Athanase d'Alexandrie pendant l'été[1].
- Été : Constance II envahit l’Adiabène (Mésopotamie) et célèbre son triomphe à Antioche, prenant le titre d'Adiabenicus, probablement au début de l'année 344[4].
- Automne : ouverture du concile de Sardique (Sofia), convoqué conjointement par les empereurs Constant et Constance II et présidé par Ossius de Cordoue[5] ; les évêques ariens, minoritaires, quittent l’assemblée pour se réunir à Philippopolis. Les Occidentaux réintègrent  Athanase d'Alexandrie et Marcel d'Ancyre et rédigent un projet de Symbole et 21 canons disciplinaires[6]. La primauté de Rome est établie (droit d'appel)[7].
- Un tremblement de terre détruit Salamine, dans l'ile de Chypre[8].
- Une convention de 50 ans est conclue entre Rome et Alexandrie pour le calcul du jour de Pâques[8].
- Début de la construction de la Basilique Sainte Sophie à Constantinople[8].

## Décès en 343
- Grigoris, catholicos de l’Église albanienne.